# 高山稲荷神社 (東京都港区)
高山稲荷神社（たかやまいなりじんじゃ）は、東京都港区の神社。

## 歴史
創建年代は不明であるが、約500年前に勧請されたと伝えられている。
現在は平地に位置しているが、元々は久留米藩江戸藩邸の北東の丘にあったことから「高山稲荷神社」と呼ばれるようになった。東京奠都の折、明治天皇もこの神社に立ち寄り、休憩したという。
その後、旧久留米藩邸は毛利家東京邸（高輪邸）となった。その際に毛利家より土地が寄進されたため、現在地に移転した。

## 交通アクセス
- 品川駅より徒歩1分。